# Ева (имя)
Е́ва (ивр. חוה‎, Хава — букв. «дающая жизнь») — женское имя еврейского происхождения.

## Этимология и использование в качестве имени
Ева — женское имя, вариант еврейского имени חוה Хава во многих языках, в том числе и в русском. В буквальном переводе с иврита это слово означает «дающая жизнь», но в данном контексте употребляется в смысле: «подвижная», «озорная». В некоторые языки христианских народов это имя вошло в форме Эва (чешский, польский), Ива (английский), в другие (грузинский) в форме Хава.
Также Ева — это краткая форма не только некоторых женских имён (например, Евангелина, Евгения, Евдокия, Евника), но и мужских имён — Евстигней, Евтропий.

## Известные носители
- Ева — библейский персонаж, праматерь всех людей, первая женщина и жена Адама.